# Just Look Around
AJust Look Around a Sick of It All együttes második stúdióalbuma. 1992. október 6-án adták ki.

## Az album dalai
1. We Want the Truth
2. Locomotive
3. The Pain Strikes
4. Shut Me Up
5. What's Goin' On
6. Never Measure Up
7. Just Look Around
8. Violent Generation
9. The Shield
10. Now It's Gone
11. We Stand Alone
12. Will We Survive
13. Indust.